# Small-Scale Experimental Machine
De Small-Scale Experimental Machine (SSEM) was de eerste computer gebaseerd op de Von Neumann-architectuur. Het systeem voerde zijn eerste computerprogramma uit op 21 juni 1948.

## Beschrijving
De SSEM is de eerste elektronische stored program-computer, dat wil zeggen een computer die de programma-instructies opslaat in zijn elektronisch geheugen. De SSEM is 5,2 meter lang, 2,24 meter hoog en weegt ongeveer 1000 kilogram. Het bevat 550 buizen, 300 diodes en 250 pentodes, die bij elkaar een energieverbruik van 3500 watt hebben. Het geheugen bestaat uit 1 kibibit, ofwel 1024 bits.
De uitvoer werd weergegeven op een kathodestraalbuis, waarbij kortstondige pulsen werden uitgestuurd naar het scherm. Hiermee kon het resultaat worden afgelezen.
Er zijn in totaal drie programma's geschreven voor de computer. Het eerste programma moest de grootste deler berekenen van {\displaystyle 2^{18}} (262.144). De SSEM voerde 3,5 miljoen bewerkingen uit in 52 minuten om het resultaat weer te geven (131.072).

## Geschiedenis
Het systeem, ook wel bekend als de Manchester Baby, werd vanaf 1945 ontwikkeld aan de Universiteit van Manchester door Frederic Calland Williams, Tom Kilburn en Geoff Tootill om de verschijnselen van de Williamsbuis te onderzoeken. Dit werd bruikbaar als opslagmedium nadat Williams in 1946 een methode had ontwikkeld om een elektrische lading kortstondig op te slaan. In de tussentijd kan lading door de computer uitgelezen worden via een metalen opvangplaat die de voorkant van de buis omvat.
De machine was uitsluitend ontwikkeld als testsysteem voor de Williamsbuis, niet als praktisch werkbare computer. Het bevat echter wel alle essentiele elementen zoals die ook in een moderne computer zijn terug te vinden (processor, geheugen en invoer/uitvoer).
Vanuit dit prototype werd de latere Manchester Mark I ontwikkeld.

## Galerij

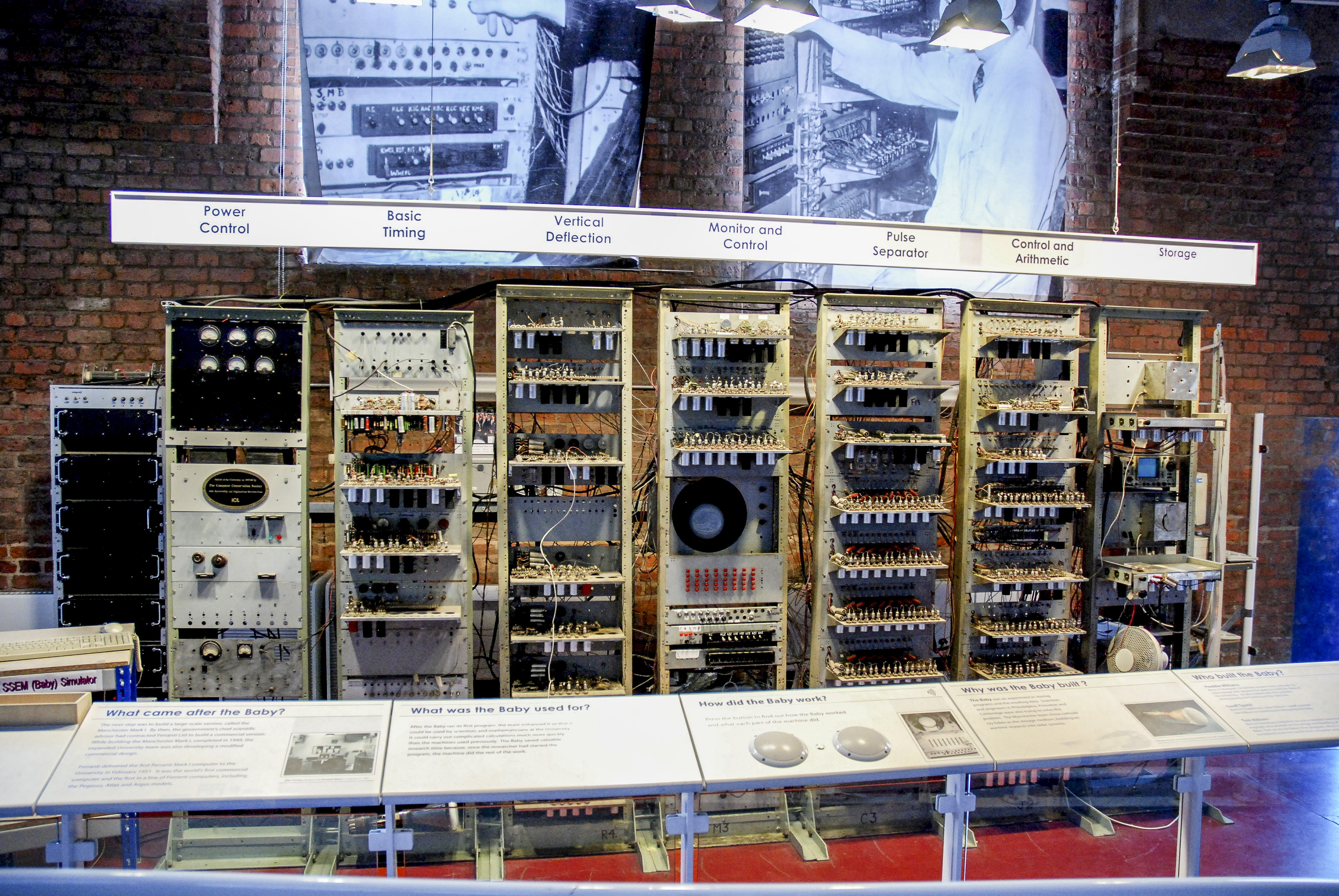
Small-Scale Experimental Machine in het Museum of Science and Industry
Architectuur van de SSEM